# Ők ketten
Az Ők ketten 1977-ben készült színes magyar játékfilm, amelyet Mészáros Márta rendezett.

## Ismertető
Juli lányával, Zsuzsival menekül alkoholista férjétől, és sikerül a munkásszálláson helyet szereznie. Ezt Máriának, a szálló vezetőjének köszönheti, aki a szabályok ellenére befogadja a csonka családot. Ám János, Juli férje nem törődik bele ebbe a helyzetbe. Őszintén és szenvedélyesen szereti feleségét, ám az alkohol hatására brutálissá válik. Most mindent megígér, könyörög feleségének, hogy adjon neki még egy esélyt. Mária, aki tanúja ennek a se veled, se nélküled kapcsolatnak, rádöbben, hogy bár nyugodt és békés élete van a férje mellett, hiányzik belőle a szenvedély.  
A filmben egy kisebb szerepben feltűnik Vlagyimir Viszockij orosz színész-költő-énekes, Marina Vlady tényleges férje. Ez az egyetlen olyan alkotás, amelyben a két világhírű színész együtt szerepel a filmvásznon. Mária magyar hangja Szabó Éva. 

## Szereposztás
- Mária – Marina Vlady (magyar hangja Szabó Éva)
- Feri, Mária férje – Tolnai Miklós
- Bodnárné, Juli – Monori Lili
- Bodnár János – Jan Nowicki (magyar hangja Szigeti András)
- Bodnár Zsuzsi – Czinkóczi Zsuzsa
- Berekné – Meszléry Judit
- Tanfelügyelő –  Kohut Magda
- Portásnő –  Gyulányi Eugénia
- Alkalmi ismerős – Vlagyimir Viszockij (magyar hangja Kristóf Tibor)